# Finlands herrlandslag i rugby union
Finlands herrlandslag i rugby union representerar Finland i rugby union på herrsidan.

## Historik
Laget spelade sin första match den 1982, och förlorade med 0-40 mot Schweiz.

### Fotnoter
1. ↑  ”Rugby International”. http://www.rugbyinternational.net/countries/norway.htm. Läst 26 augusti 2011.